# It Can Happen
«It Can Happen» (в переводе с англ. — «Это может случиться») — песня немецкой поп-рок-группы Fool's Garden, выпущенная на сингле в 2000 году. Это второй сингл из альбома For Sale. Вместе с песней «It Can Happen» на диске были выпущены ещё три композиции, поэтому этот релиз рассматривают в качестве мини-альбома It Can Happen — EP. Песня получила поддержку со стороны многих радиостанций, причём, успехом песня пользовалась не только в Германии, но и в Чехии и Польше.
Концертная запись песни была также выпущена в 2009 году на концертном альбоме Best Of Unplugged — Live.

## О песне
В лирическом и музыкальном плане «It Can Happen» напоминает всемирно известный хит Fool’s Garden «Lemon Tree». По словам Петера Фройденталера, вокалиста группы и одного из авторов песни, участникам Fool’s Garden надоело слышать от всех, что они были неспособны написать что-то похожее на их величайший успех.

Начало песни «It Can Happen» с игрой пиццикато на струнах мы сознательно с иронией сделали похожим на «Lemon Tree», потому что мы устали слушать, что ничто у нас больше не будет звучать так же, как «Lemon Tree». Оригинальный текст (нем.)Den Anfang von "It Can Happen" mit seinen Pizzicato-Strings haben wir als ironischen Seitenhieb auf manche Leute bewusst auf "Lemon Tree' getrimmt, einfach weil wir die Aussage nicht mehr hören konnten, nichts bei uns klänge mehr nach "Lemon Tree".
— из интервью Петера Фройденталера для Sony Music.
Однако Sony Music расценили выпуск песни как попытку группы снова подняться на высшие строчки музыкальных чартов. Несмотря на сходство с «Lemon Tree», сингл потерпел неудачу. За три недели пребывания в немецком чарте он не поднялся выше 86 строчки. В рецензии портала laut.de на альбом For Sale написали, что это единственная песня среди всего альбома, которая может пробудить слушателя к танцевальным движениям, написав про звучание песни, будто бы исполненное бой-бэндом.

## Список композиций
Слова и музыка всех песен — Фройденталера и Хинкеля.
| №  | Название                            | Длительность |
| -- | ----------------------------------- | ------------ |
| 1. | «It Can Happen (Radio Version)»     | 3:25         |
| 2. | «Annie The Jay (Unplugged Version)» | 3:44         |
| 3. | «Today»                             | 2:17         |
| 4. | «Noone's Song (Instrumental)»       | 5:50         |

Песни «Noone’s Song» и «Today» были также выпущены в альбоме For Sale. Песня «Annie The Jay» была выпущена только в этом издании.

## В записи участвовали
- Петер Фройденталер — вокал
- Фолькер Хинкель — гитара, вокал, бэк-вокал
- Томас Мангольд — бас-гитара
- Ральф Вохеле — ударные
- Роланд Рёль — клавишные

## Позиции в чартах
| Год  | Страна   | Чарт                 | Позиция | Неделя |
| ---- | -------- | -------------------- | ------- | ------ |
| 2000 | Германия | Media Control Charts | 86      | 3      |